# François-Jean de Mesnil-Durand
Pour les articles homonymes, voir Graindorge.
François Jean de Graindorge d'Orgeville, baron de Mesnil-Durand, dit François-Jean de Mesnil-Durand (né à Lisieux le 19 novembre 1729 et mort à Londres le 13 thermidor an VII c'est-à-dire le 31 juillet 1799), est un officier et tacticien français.
Il se fait particulièrement connaître au cours de la controverse doctrinale connue sous le nom de querelle des ordres, entre partisans de l'ordre mince et partisans de l'ordre profond. Cette querelle d'experts militaires prend, au tournant des années 1770 et 1780, un tour passionné qui frappe l'opinion publique. Défenseur de l'ordre profond, il s'oppose au comte de Guibert, champion de l'ordre mince.

## Famille
François-Jean de Graindorge d’Orgeville, baron de Mesnil-Durand, est né au sein d’une famille normande anoblie par Henri III. Son père, François-Nicolas de Graindorge est conseiller du roi, mais la famille s’illustre également au service des armes, à l’image du grand-père, François, adjudant-général du prince de Fürstenberg. 
Le nom apparaît sous différentes graphies : Mesnil-Durand, Ménil-Durand ou Ménildurand. Sa biographe, Marie Aline Marcenat penche pour cette dernière forme, utilisée, selon elle, par les membres de la famille à la fin du XVIIIe siècle.

## Biographie

### Carrière militaire
Le jeune François-Jean entre à quinze ans à l’École des Pages, dans la Petite Ecurie, « voie normale d’accès à la carrière militaire pour la noblesse provinciale  », nous dit Hervé Coutau-Bégarie. À ce titre, il participe à la dernière campagne du maréchal de Saxe, en 1747. Son comportement au feu lui aurait valu une épée d’honneur, mais son dossier militaire n’en porte plus trace. L’année suivante, à la sortie des pages, il refuse le commandement d’une compagnie de cavalerie et préfère rejoindre le génie. Ingénieur du roi, il participe aux travaux de fortifications côtières dans sa province natale, puis décide, en 1753, de se retirer sur ses terres, pour mieux se consacrer aux études militaires. Il n’a, rappelons-le, que vingt-quatre ans. 
La guerre de Sept Ans le rappelle au service, comme aide de camp du maréchal d’Estrées en Allemagne. Il connaît le feu à la bataille d’Hastembeck, en juillet 1757. Mais l’expérience tourne court, la disgrâce du maréchal le frappe indirectement. Il doit finalement s’en retourner en Normandie, où il reprend ses travaux. Il s’efforce alors de faire valoir son projet de plésion auprès du secrétaire d’État à la Guerre. Mais ses espoirs de carrière fluctuent selon la fortune de ses différents protecteurs. Il bénéficie, en effet, de l’appui du maréchal de Belle-Île et du lieutenant-général de Chevert, mais subit le contrecoup de la disgrâce du maréchal de Broglie. Il est enfin promu colonel d’état-major en 1768, employé comme inspecteur des côtes, ports et travaux de la Manche. Deux ans plus tard, il reçoit la croix de Saint-Louis, en  récompense de ses travaux et services divers. Il est nommé, en 1776, colonel en second du régiment de Navarre, fonction plutôt honorifique.
En 1778, Mesnil-Durand devient aide-maréchal-des-logis de l'armée rassemblée en Normandie, alors que le royaume s'engage dans la guerre d'indépendance américaine. À ce titre, il épaule son protecteur, le maréchal de Broglie, lors des manœuvres du camp de Vaussieux, organisées dans le but de trancher la querelle des ordres. En dépit des résultats mitigés pour son parti, il est promu colonel du régiment des grenadiers royaux en 1779, puis, en 1784, il obtient enfin le brevet de maréchal de camp. Mais il n'exerce pas vraiment de commandement, sa véritable spécialité reste le génie. C'est à ce titre qu'il contribue, à partir de 1787, dans sa province natale, aux travaux de fortification du port de Cherbourg.
C'est là que la Révolution le trouve, en 1789, commandant de la province de Normandie. Hostile aux idées nouvelles, il émigre rapidement et sert comme maréchal de camp à l'armée des princes, durant la campagne de 1792. 

### L'écrivain militaire
Un premier ouvrage, publié sans nom d’auteur en 1755, expose le fruit de ses réflexions : Projet d’un ordre français en tactique ou la Phalange coupée et doublée soutenue par le mélange des armes . Ce premier opus est complété, trois ans plus tard, par une Suite du projet d’un ordre français en tactique pour servir de supplément à cet ouvrage et préparer à en faire usage pour le service du roi . Il développe, dans ses premiers ouvrages, son projet de plésion, qui doit remplacer le bataillon.
Guibert publie en 1772 son Essai général de tactique. Il s'y montre un fervent défenseur de l'ordre mince et prétend tirer les enseignements de la tactique de Frédéric II de Prusse. L'ouvrage connaît un vif succès qui suscite, d'emblée, l'hostilité de Mesnil-Durand. Il se jette alors, avec passion, dans la controverse. Il publie en 1774 ses Fragments de tactique, où il répond, point par point, aux arguments de son contradicteur. Dans les mois qui suivent le camp de Vaussieux, en 1779, Guibert proclame sa victoire dans un essai retentissant, Défense du système de guerre moderne, dans lequel il s'en prend brillamment à Mesnil-Durand, réduit à ses seules initiales, M.-D. Piqué au vif, Mesnil-Durand réplique, en 1780, par sa Collection de diverses pièces... et ne s'avoue pas vaincu.
Polémiste inlassable, il s'oppose également à Tronson du Coudray, sur la question de l'artillerie dont il nie, contre l'évidence, l'efficacité. Il publie, sur ce thème, en 1772, ses Observations sur le canon.
Véritable polygraphe, Mesnil-Durand s'essaie à différents sujets, aussi bien littéraires que scientifiques, sans toutefois réussir à percer au-delà de son domaine de compétence, la tactique.

### Vie privée
François-Jean de Mesnil-Durand se marie en juillet 1759, à Lisieux, avec Louise Elisabeth de Nicolle de Livarot, dont il eut deux fils, Charles François Gustave en 1760 et Louis César Adolphe en 1762. L'aîné, ancien collaborateur des Actes des apôtres, le journal contre-révolutionnaire, est exécuté en juillet 1794. Le cadet, César, rentre d'émigration sous le Consulat, et s'éteint en 1844.
Son père n'a pas cette chance. Il trouve finalement refuge en Angleterre, en 1795. Il ne cesse, jusqu'au bout, d'écrire brochures et mémoires sur divers sujets, sans succès. Démuni et passablement démoralisé, il meurt en juillet 1799, à Londres, des suites d'une opération pourtant bénigne.

## Théories
L'œuvre de Mesnil-Durand s'inscrit principalement dans la grande controverse doctrinale qui oppose, dans la seconde moitié du XVIIIe siècle, partisans de l'ordre mince et partisans de l'ordre profond, connue sous le nom de querelle des ordres.
D’un côté, l’ordre mince, linéaire, voire « prussien », et la puissance de feu ; de l’autre, l’ordre profond, ou perpendiculaire, voire « français », et la force du choc. Ainsi pourrait-on qualifier les deux conceptions tactiques qui s’opposent dans la querelle des ordres. L'ordre mince entend tirer parti de la puissance de feu des fusils, en déployant les bataillons d'infanterie en longues lignes étirées. L'inconvénient de ce déploiement réside dans la difficulté à mouvoir de telles formations. Le risque est de laisser la bataille se limiter à de simples échanges de tirs meurtriers mais aléatoires. L'armée prussienne de Frédéric le Grand semble toutefois maîtriser au plus haut degré ce type d'évolutions.
Pour surmonter cette difficulté, les partisans de l'ordre profond prétendent réhabiliter le mouvement, la manœuvre, par l'emploi de colonnes profondes et serrées qui viennent, par leur masse, enfoncer les lignes ennemies. Ils n'hésitent pas à réclamer le retour des armes blanches, comme la pique, pourtant abandonnée depuis près d'un siècle.

Le chevalier de Folard est, sans doute, le premier théoricien de la "colonne". Mesnil-Durand est certainement le plus véhément, le plus prolifique, de ses disciples. Il adapte son modèle de colonne, qu'il propose de rebaptiser "plésion". Son goût pour les néologismes et les archaïsmes hellénisants trahit son souci des classifications minutieuses. Voici comment Hervé Coutau-Bégarie définit la plésion :
"Elle se compose de 768 hommes à 24 de front et 32 de hauteur, flanqués, comme la phalange antique, de troupes légères (2 pelotons de grenadiers de 48 hommes chacun sur trois rangs) et de cavalerie (2 escadrons de 24 hommes chacun sur 2 rangs) […] il divise sa plésion dans le sens de la largeur, en deux manches (12 sur 32) et dans le sens de la profondeur, en deux plésionnettes. Dans le Supplément, il divise les manches en manchettes et crée des subdivisions supplémentaires qu’il appelle des tranches. Il n’ose tout de même pas découper les tranches en tranchettes, mais les subdivise en décuries et escouades." 
Mesnil-Durand conserve l’idée d’une colonne profonde, resserrée, disposant de ses propres renforts en cavalerie, et destinée à enfoncer, au pas de course, le bataillon ennemi déployé. La ligne adverse ainsi rompue, la plésion peut se dédoubler par manches, afin de réduire les ailes dispersées, disloquées, de l’ennemi. Cette colonne « centrale  », qui peut se former en « bataille », en « phalange » ou « par rangs ouverts  », doit constituer l’ordre de base, primitif, habituel et non accidentel. En somme, Mesnil-Durand perfectionne la colonne de Folard, dont il précise et assouplit l’organisation. Pour ses détracteurs, il en prolonge également les vices de conception, en la compliquant inutilement. Dans les Fragments de tactique, Mesnil-Durand finit par renoncer à l'appellation de « plésion » et assouplit quelque peu sa doctrine. Néanmoins, la colonne reste, à ses yeux, la formation de base ou primitive.
Par ailleurs, le combat offensif, en colonne, par le choc et le fer, correspond mieux, selon lui, au tempérament national français, censément ardent et passionné, à l'opposé des peuples du nord, réputés plus flegmatiques. C'est pourquoi il baptise son système ordre français, par opposition à l'ordre prussien, fondé sur la discipline et le sang-froid, vertus qui caractériseraient plutôt nos ennemis allemands ou anglais. Seule la colonne permettrait, à ses yeux, au courage français de donner toute sa mesure et son allant. Cette idée du tempérament national, que réfute Guibert, devait trouver un écho prolongé depuis les guerres de la Révolution jusqu'aux premiers combats de 1914.

Si les théories de Mesnil-Durand sur la colonne ont donné lieu à d'âpres débats, débouchant finalement sur une solution de compromis appelée ordre mixte, son mépris pour l'artillerie et le feu témoigne d'un certain aveuglement. Ainsi écrivait-il, dans ses Observations sur le canon :
"Mais en même temps que la Mousqueterie perd un peu de son crédit, il nous prend une autre fantaisie, c'est celle du Canon, duquel, depuis quelques années, on s'exagère les effets, au point de regarder comme impossible que l'Infanterie en approche, surtout si elle est dans un ordre solide."
Son entêtement, son dogmatisme parfois, lui ont sans doute valu de tomber aujourd'hui dans l'oubli. "Mesnil-Durand est donc, pour le meilleur et pour le pire, un précurseur qui a montré l'intérêt théorique, mais aussi les dérives pratiques de la réflexion. Sur ces deux plans, son exemple reste à méditer."

## Œuvres
- Projet d'un ordre françois en tactique, ou la phalange coupée et doublée soutenue par le mélange des armes, Paris, impr. d'Antoine Boudet, 1755, 1 vol. in-4° (xxix, + 446 p. + 16 planches dépliantes).
- Suite du projet d’un ordre français en tactique pour servir de supplément à cet ouvrage et préparer à en faire usage pour le service du roi, Paris, Charles-Antoine Jombert, 1758.
- Observations sur le canon par rapport à l'infanterie en général et à la colonne en particulier, suivies de quelques extraits de l'Essai sur l'usage de l'artillerie. Paris, Jombert, 1772, 1 vol. in-4°.
- Fragments de tactique, ou six mémoires... précédé d'un Discours Préliminaire sur la Tactique et sur les Systèmes, Paris, libr. Ch.-Ant. Jombert, 1774, 2 vol. in-4° (lxviii + 420 p. et viii p. + 144 p. + 12 planches).
- Collection de diverses pièces et mémoires pour achever d'instruire la grande affaire de tactique et donner les derniers éclaircissemens sur l'ordre français proposé. Paris, 1780. 2 vol. in-8°.

## Témoignages

### Jacob-Nicolas Moreau
Dans ses mémoires, l'historien Jacob-Nicolas Moreau raconte sa rencontre avec Mesnil-Durand :
"Au mois d'avril 1779, j'eus une longue conversation chez M. le maréchal de Broglie avec M. de Mesnil-Durand, auteur d'un ouvrage de principes de tactique, intitulé : L'ordre profond, qui avait été combattu par M. de Guibert. Cet homme savait beaucoup et parlait à merveille ; il m'exhorta à lire l'avertissement de son livre et une très agréable brochure composée contre M. de Guibert par un autre officier. Cela m'intéressait, car il était alors fort question du traité de M. de Guibert contre l'ordre profond : il était en deux volumes et très bien écrit. Il avait pour but de prouver que le système de M. de Mesnil-Durand était faux dans ses principes, dangereux dans ses conséquences, pernicieux dans son exécution."